# Sacrestia del Vasari

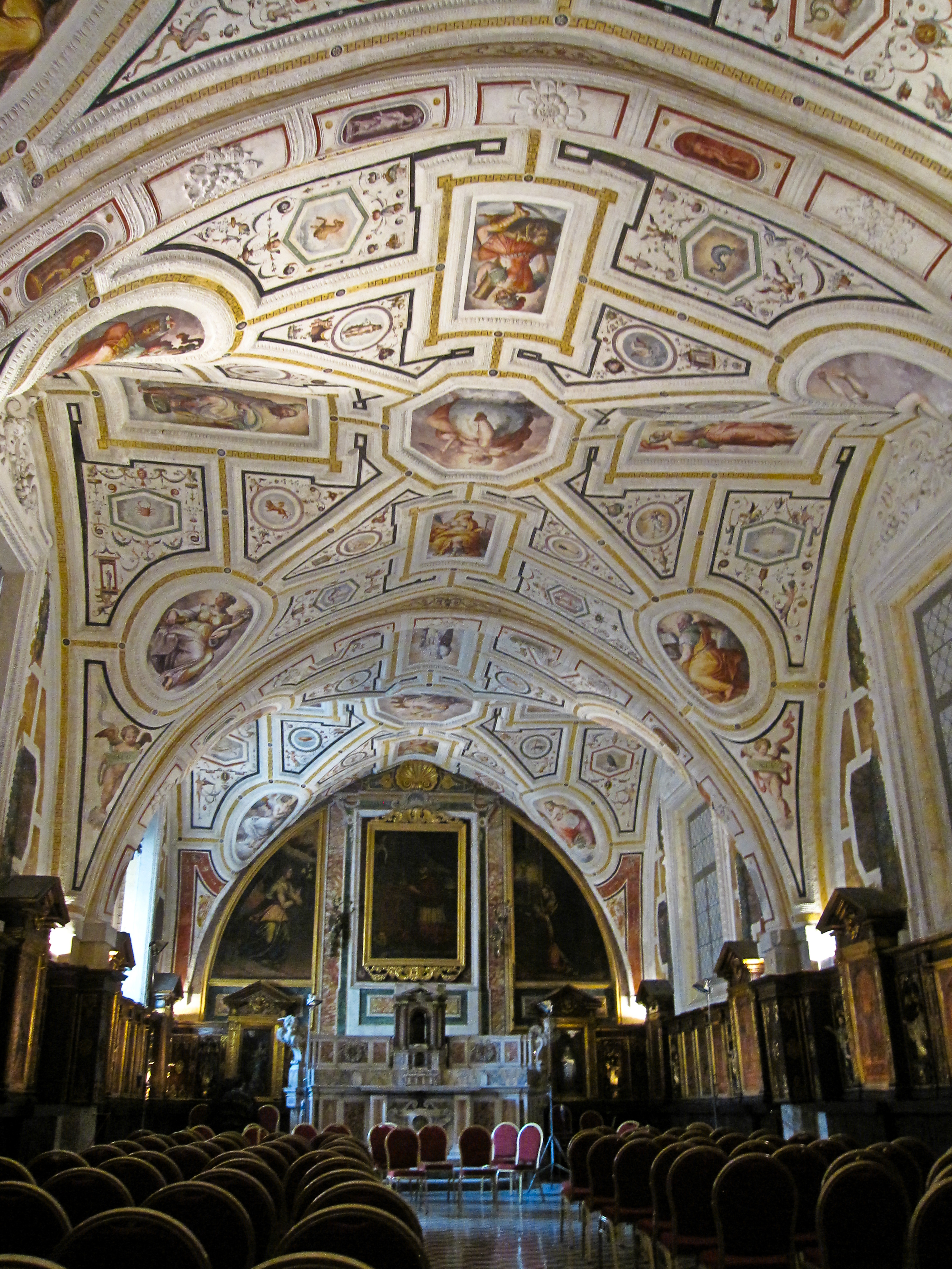
Interno

La sacrestia del Vasari (o sacrestia Vecchia) è una delle due sacrestie della chiesa di Sant'Anna dei Lombardi a Napoli.
Il nome deriva dai lavori a fresco che Giorgio Vasari eseguì nel 1545 sulla volta di quello che era a quel tempo il refettorio della chiesa di Santa Maria di Monteoliveto, divenuto poi sacrestia di Sant'Anna dei Lombardi
Si tratta molto probabilmente della più importante impronta del rinascimento fiorentino presente nella città partenopea.

## Storia
Gli affreschi, commissionati dai frati olivetani per quello che era il refettorio della chiesa, furono eseguiti nel 1545 dal Vasari con l'aiuto di Raffaellino del Colle, il quale eseguì alcune figure su disegno del maestro aretino ed altre, relative alla parte puramente decorativa, su quello di Stefano Veltroni. Durante l'esecuzione della composizione, furono eseguiti anche due trittici, uno nella controfacciata e l'altro nella parete di fondo, raffiguranti la Caduta della manna e la Cena in casa di Simone, entrambe opere dello stesso Vasari e oggi conservate al Museo nazionale di Capodimonte uno e al museo diocesano di Napoli l'altro.

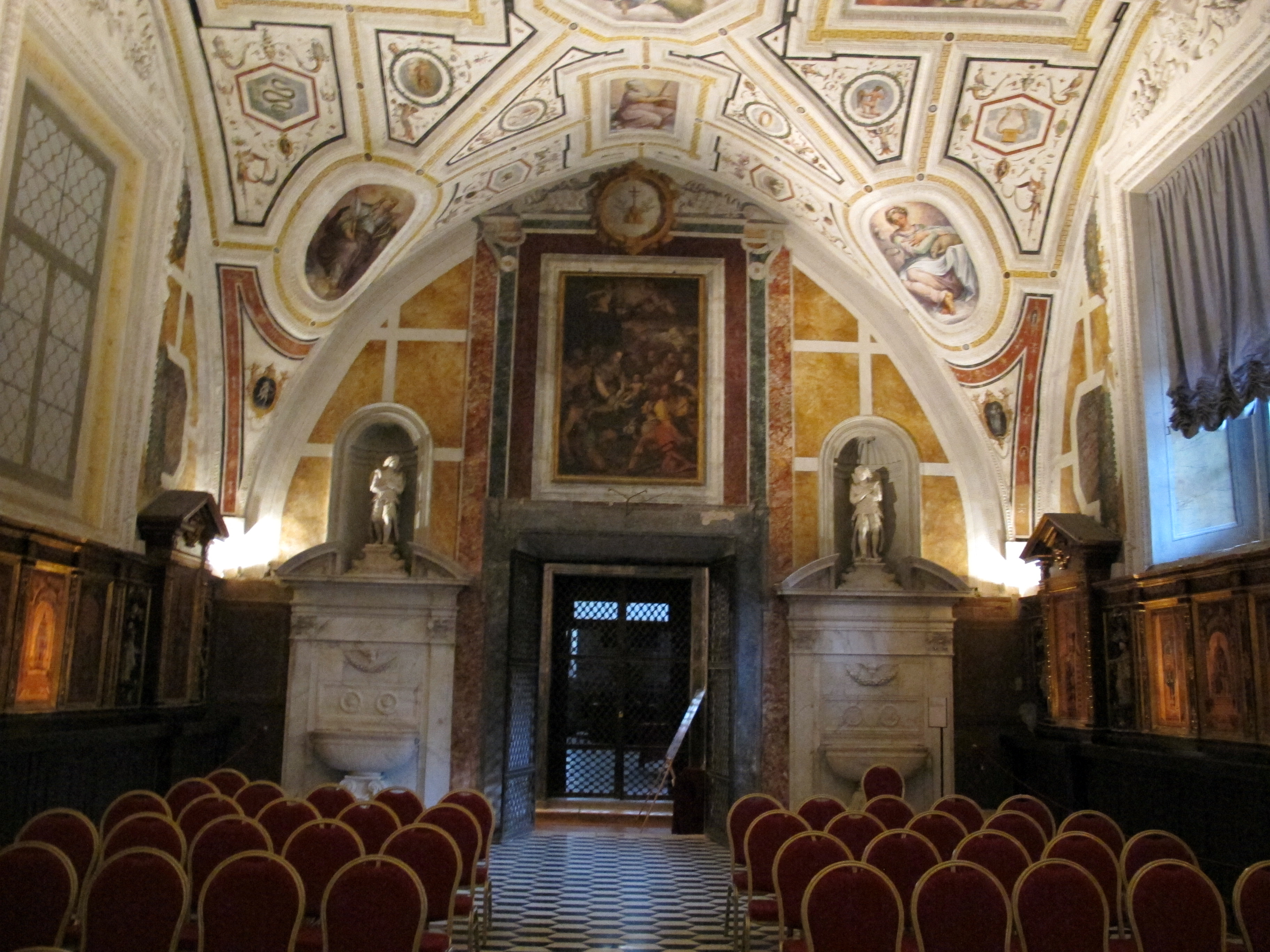
Controfacciata

La fama del Vasari giunse a Napoli grazie ai numerosi lavori che effettuò fra il 1542 ed il 1544 a Roma e grazie alla capacità di svolgere molto rapidamente le commissioni affidategli. Durante il breve, ma denso di attività, soggiorno nel capoluogo campano, durato solo due anni (1544-1545), il Vasari ebbe varie committenze da parte del viceré don Pedro da Toledo, da parte di ordini religiosi e di nobili. Quello fu un anno importante per tutta la cultura artistica meridionale poiché il Vasari e la sua bottega portarono nel regno di Napoli tracce del manierismo toscano che, fino a quegli anni, aveva incontrato tanto successo solo fino alla Roma papale.
La prima commissione ricevuta a Napoli riguardava proprio la decorazione dell'antico refettorio del monastero annesso alla chiesa di Santa Maria di Monteoliveto. L'architettura gotica che caratterizzava la chiesa, però, inizialmente allontanò il Vasari dal progetto, portandolo quasi a dover rifiutare il lavoro propostogli. Ciò che più suscitò dubbi all'autore toscano fu l'opacità dell'ambiente che non offriva abbastanza luce da mettere in risalto lo stile del lavoro. Per poter accettare la commissione, il Vasari decise quindi di adattare l'ambiente secondo le proprie esigenze attraverso la copertura a stucco di tutte le volte del refettorio, che a quel punto donarono più decorazioni alla sala e dunque maggior luminosità.
Il refettorio, che all'epoca ospitava i monaci durante i pasti, fu trasformato in sacrestia solo nel 1688 ed in quella data vi furono trasferite anche le pregevoli tarsie quattrocentesche di Fra Giovanni da Verona utilizzate anche per la cappella Tolosa della stessa chiesa.
Nel 1805 infine, la chiesa di Monteoliveto cambiò denominazione in Sant'Anna dei Lombardi.

## Descrizione
La controfacciata della sacrestia Vecchia è caratterizzata da un'Adorazione dei pastori di un seguace di Vasari, che fu trasferita nell'attuale ubicazione solo nel corso del Seicento, collocata sopra la porta d'ingresso. Nelle due lunette laterali sono invece rappresentati rispettivamente l'Arcangelo Gabriele e la Vergine, opere scultoree attribuite a Giovan Battista Cavagna poggiate rispettivamente su due lavabi marmorei addossati alle pareti.
La navata vede invece gli affreschi del Vasari che caratterizzano la volta, suddivisa in tre campate con al centro di ognuna di esse rispettivamente l'allegoria della Religione, dell'Eternità e della Fede, accompagnati a loro volta da altre otto figure tra allegorie e virtù, nonché da 48 rappresentazioni di costellazioni tolemaiche, il tutto incorniciato con decorazioni a motivi grotteschi.

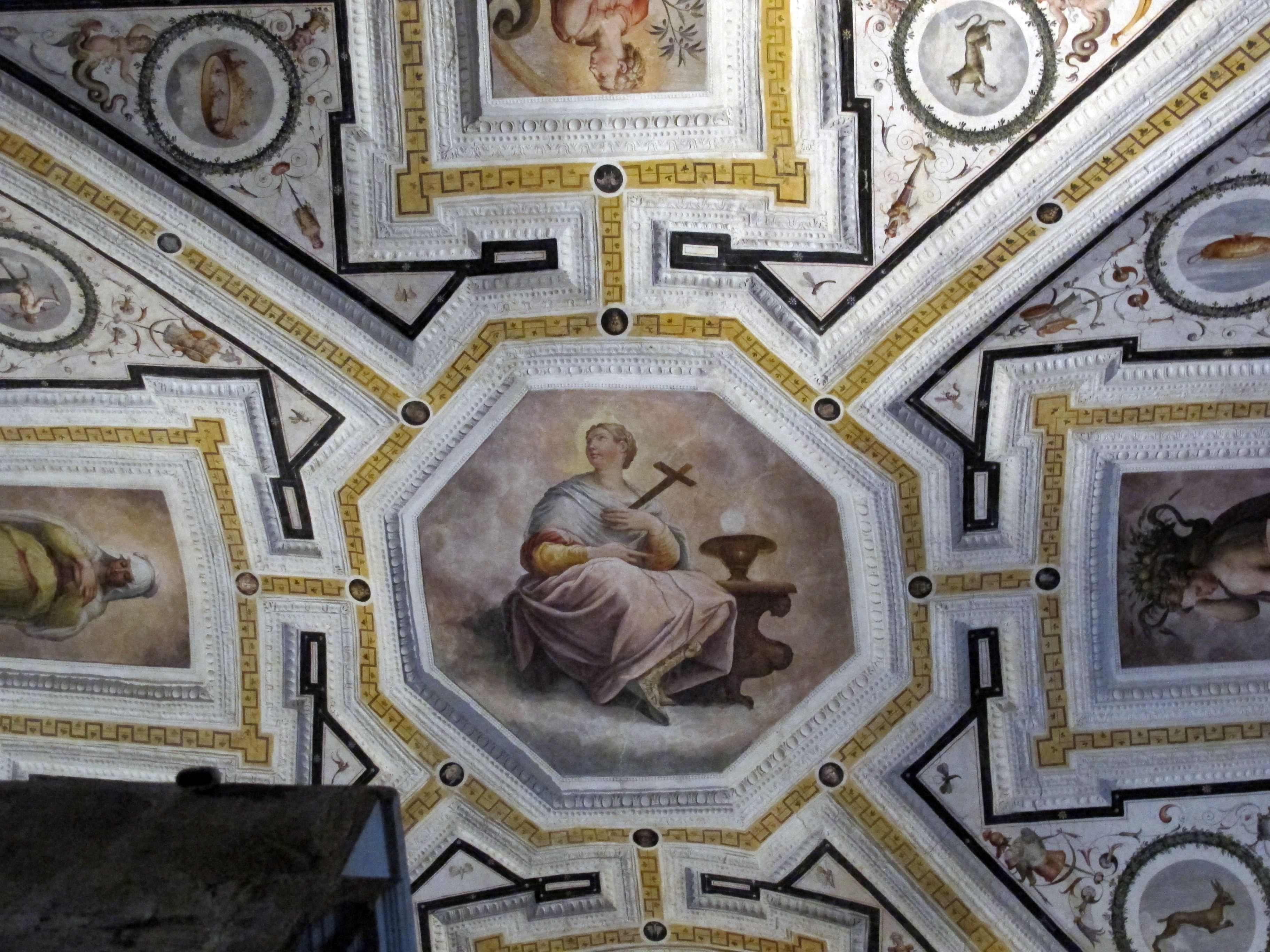
Religione
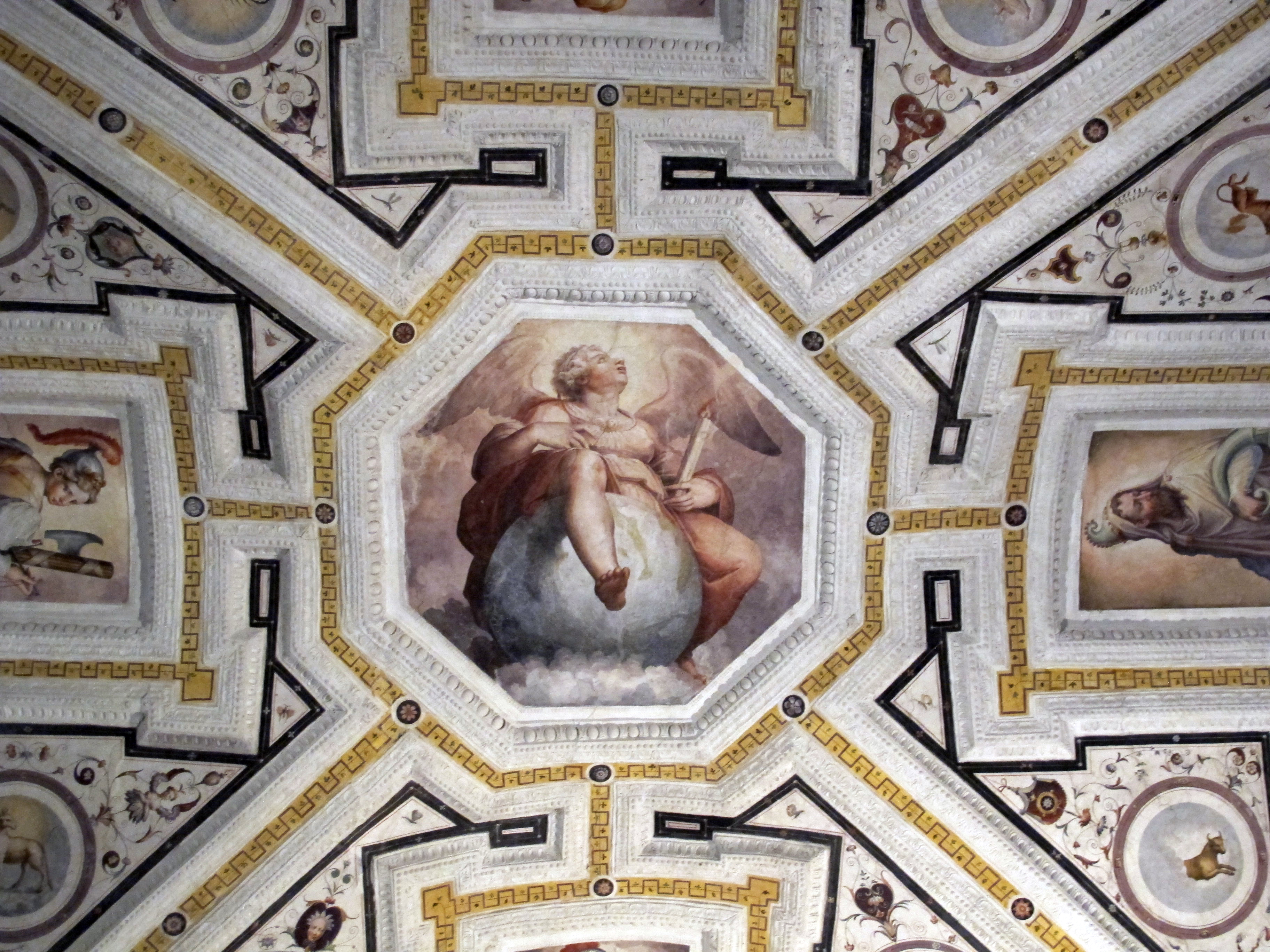
Eternità
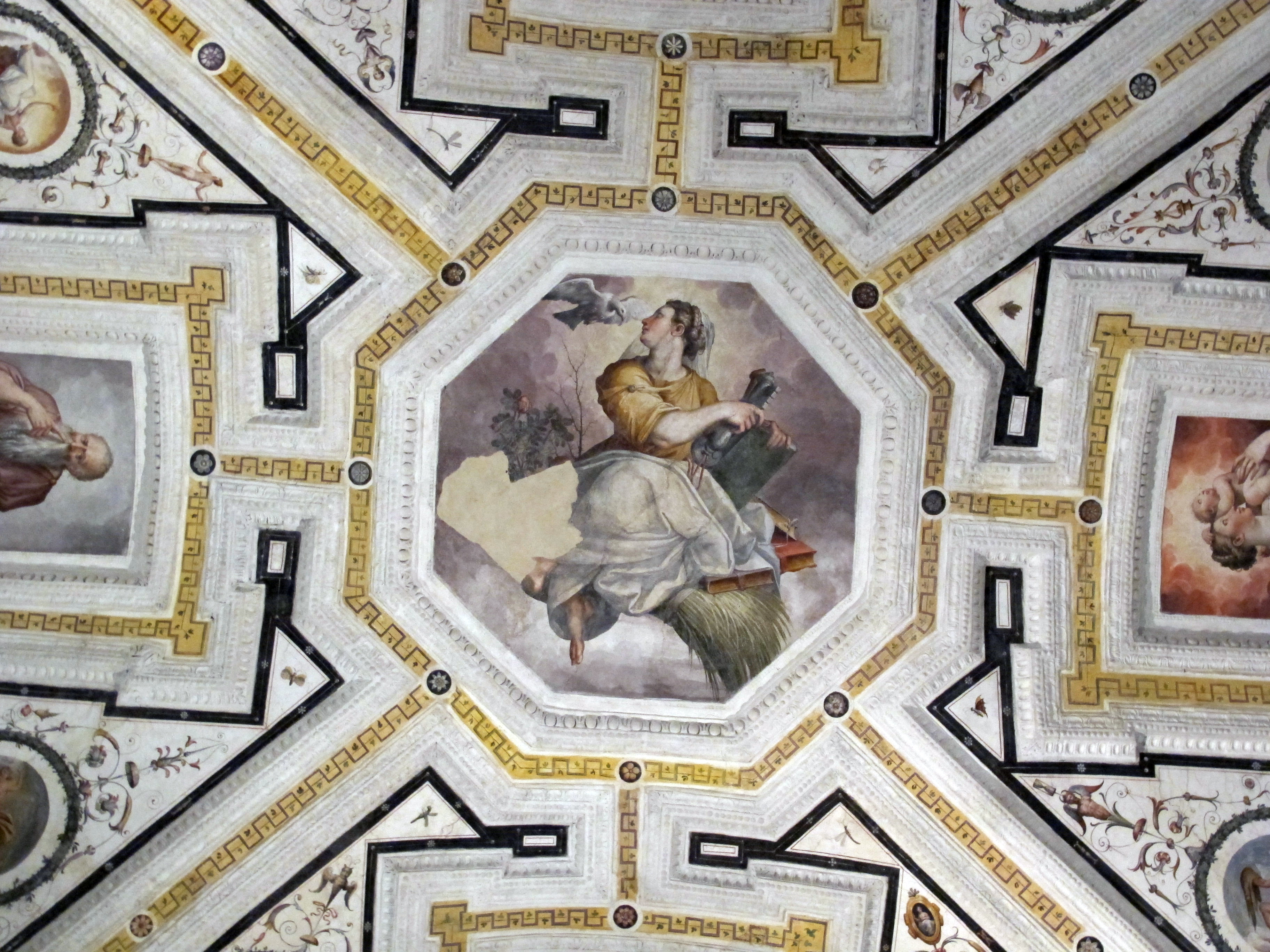
Fede

Il ciclo è accompagnato lungo le pareti da mobilia seicentesca decorata con pregevolissime tarsie lignee eseguite da Fra Giovanni da Verona nel 1506 (terzo ciclo dopo quello di Santa Maria in Organo a Verona e dell'Abbazia territoriale di Monte Oliveto Maggiore ad Asciano) riprendenti scene di vita olivetana e vedute cittadine. Tra le tarsie sono collocate in nicchie aperte delle statuette lignee del Seicento raffiguranti i santi dell'ordine.
Dietro l'altare è infine un San Carlo Borromeo di Girolamo d'Arena, tela già presso l'originaria chiesa di Sant'Anna dei Lombardi (dedicata anche a San Carlo Borromeo) e qui collocata in seguito al terremoto del 1805 che la distrusse definitivamente. Ai lati, sempre del d'Arena, sono le due tele sul San Michele Arcangelo a sinistra e della Vergine a destra.